# コプト製本

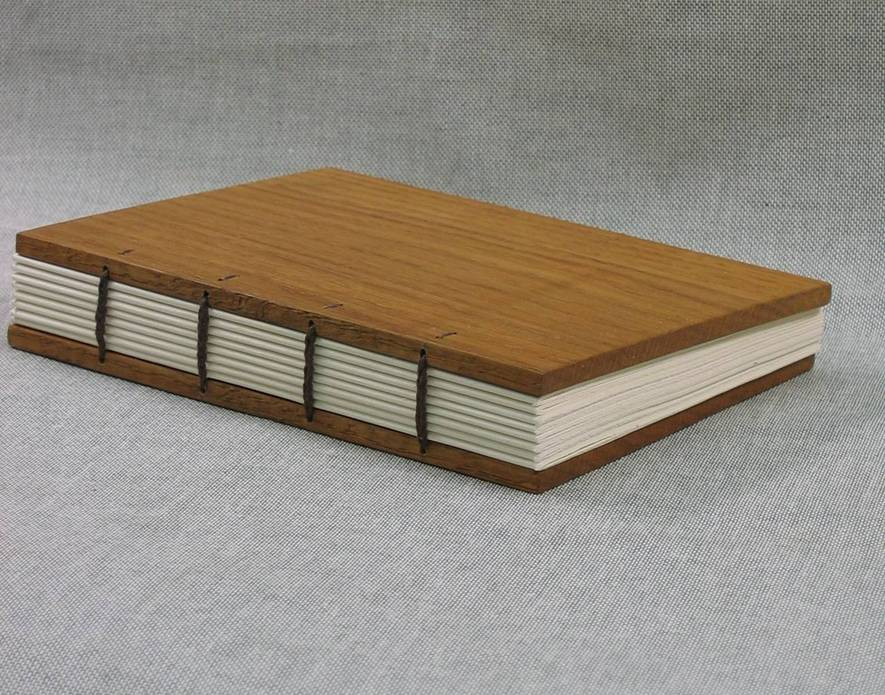
簡易なコプト製本（模型）

コプト製本またはコプト装丁は、エジプトの初期キリスト教徒であるコプト人によって開発された製本方法で、紀元2世紀から11世紀にかけて使用された。この用語は、同じ様式で縫製された現代の製本を表すためにも使用されている。開いた時に本が平らに置けるような独特の縫製方法が特徴である。
コプト製本の主な特徴は以下の通りである。
1. 署名縫製：ページは署名と呼ばれるセクションにグループ化され、針と糸を使用して一緒に縫製されます。これにより、本が簡単に開くことができる強くて柔軟な製本ができる。
2. 露出した背表紙：縫製は本の背表紙に見えており、装飾的な要素となっています。この露出した背表紙は、本を開いた時に平らに置けるようにするのにも役立つ。
3. カバー：伝統的にコプト製本の本は木製のカバーを使用していましたが、現代版ではしばしばブックボードやその他の丈夫な材料を使用している。
4. 見返し紙：コプト製本では通常、見返し紙を使用しない。テキストブロックの最初と最後のページが見返し紙として使用され、カバーに直接貼り付けられる。
5. ヘッドバンド：装飾的なヘッドバンドは、製本を補強し、視覚的な魅力を加えるために、背表紙の上下によく縫い付けられる。

コプト製本技術は地中海地域全体に広がり、ヨーロッパの製本技術に影響を与えた。今日、この方法は、本を開いたときに平らに置くことができる耐久性のある柔軟な製本を必要とするジャーナル、スケッチブック、その他の本を作成するために、製本業者やアーティストによって現在でも使用されている。
コプト製本は、最初の真のコデックスであり、羊皮紙、パピルス、または紙の1つ以上のセクションがその折り目を通して縫い合わされ、（セクションが複数ある場合）8世紀以降のヨーロッパの製本を特徴づける背表紙を横切って走る紐や紐ではなく、背表紙を横切る鎖状の縫い目で互いに接続されていることを特徴としている。実際には、「コプト製本」という言葉は通常、複数のセクションからなる製本を指すが、セクションが1つのコプト・コデックスは、その形式の例である1945年に発見された13のコデックスにちなんで、「ナグ・ハマディ製本」と呼ばれることが多い。

## ナグ・ハマディ製本
ナグ・ハマディ製本は、パピルス紙の集合体を1つのセクションにまとめ、折り目に沿って前側の端を切り揃えて、内側の紙が外側の紙より外に出ないようにして作られた。トリミング後、内側の紙は外側の紙より幅が狭くなるため、テキストブロックの幅は変化し、おそらくパピルスは製本後に書かれたと考えられる。このことから、原稿を書いて製本する前に、必要な枚数を計算しなければならなかったと思われる。ナグ・ハマディ製本のカバーは、パピルスの廃棄紙で硬化させた柔らかい革でした。テキストブロックはタケットで縫われ、内側の折り目に沿って革のステイが補強されていた。これらのタケットは、テキストブロックをカバーに固定する役割も果たしていた。ナグ・ハマディ製本の中には、タケットがカバーの革の外側まで伸びているものもあれば、タケットが背表紙の裏打ち代わりの革のストリップに取り付けられ、そのストリップがカバーに貼り付けられているものもある。本の前表紙から三角形または長方形のフラップが伸びており、閉じたときに本の前側の端を包み込むようになっている。フラップには長い革の紐が付いており、本に2～3回巻きつけることで、本をしっかりと閉じておくための留め金の役割を果たしていた。

## 多セクションのコプト製本

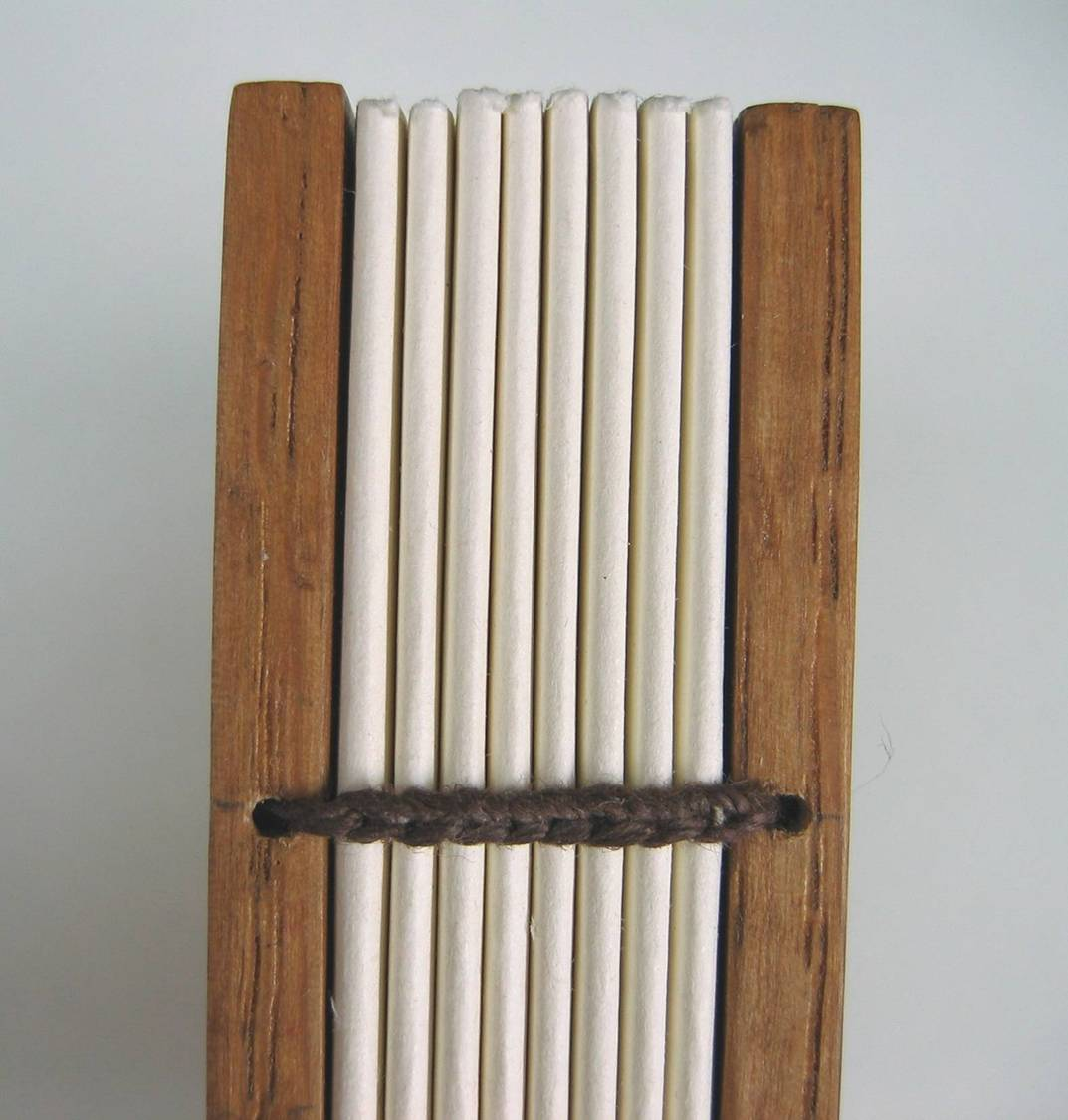
コプト製本の縫製（模型）

複数セクションのコプト製本では、当初はパピルスの層で構成された表紙板が使用されていたが、4世紀までには木製の板も頻繁に使用されるようになった。4世紀までには革の表紙も一般的になり、その後の西洋の装飾的な革装本はすべてコプト製本から派生したものである。
コプト製本の完全な原本は約120点が美術館や図書館のコレクションに残されているが、残存するコプト製本の断片は500点にも上ると考えられている。
コプト製本は当時革新的な製本技術であり、この製本様式は羊皮紙やパピルスの時代から紙の使用へと移行する過渡期において本の形態を大きく変化させた。
コプト製本の特徴は、複数の折り紙を重ねて作られたセクションを複数持つ構造と、それらのセクションを背表紙を横切る鎖状の縫い目で接続する方法にある。初期の表紙板はパピルスの層で構成されていたが、4世紀までには木製の板も使用されるようになった。また、4世紀までには革の表紙が一般的になり、その後の西洋の装飾的な革装本はすべてコプト製本から派生したものである。
コプト製本は、本の形態と構造に大きな影響を与えた重要な製本技術であり、現代の本の起源となった。完全な原本が限られた数しか残されていないことから、その歴史的価値は非常に高いと言える。また、断片的に残っている多くの製本からも、当時の製本技術や材料の使用法など、貴重な情報が得られると考えられている。
ごく初期のヨーロッパの製本で現存しているものの中には、コプト製本の縫製技術を用いているものがあるが、特に有名なのは大英図書館所蔵の「聖カスバート福音書」（698年頃）とフルダ修道院所蔵の「カドマグ福音書」（750年頃）である。
これらの製本は、コプト製本の技術がヨーロッパに伝わった初期の例として非常に重要である。「聖カスバート福音書」は、7世紀末にイングランド北東部のリンディスファーン修道院で作られたと考えられている。この福音書は、コプト製本の特徴である鎖状の縫い目を用いて複数のセクションを接続しており、表紙には革が使用されている。
一方、「カドマグ福音書」は、8世紀半ばにアイルランドで作られ、後にドイツのフルダ修道院に所蔵されるようになった福音書である。この福音書も、コプト製本の縫製技術を用いて作られており、複数のセクションが鎖状の縫い目で接続されている。
これらの製本は、コプト製本の技術がエジプトからヨーロッパへと伝播し、初期のヨーロッパの製本に影響を与えたことを示す貴重な例である。また、これらの製本は、当時のキリスト教の広がりと、修道院が書物の製作と保存に果たした重要な役割を物語っている。
「聖カスバート福音書」と「カドマグ福音書」は、現存する最古のヨーロッパの製本の一部であり、コプト製本の技術を用いた貴重な例として、書物の歴史や製本技術の発展を理解する上で重要な意味を持っている。

## 現代のコプト製本
現代のコプト製本は、革表紙を使用する場合と使用しない場合がある。革表紙を使用しない場合、コプト製本は360度開くことができる。革を省略した場合、コプト製本は接着剤を使用せず、製本に糊を必要としない。
コプト製本は、現代においても人気のある製本技術の一つである。古代エジプトで開発されたこの製本方法は、数世紀を経た今でも、その耐久性と美しさから多くの人に愛されている。現代のコプト製本は、伝統的な技法を踏襲しつつ、革表紙の有無など、様々なバリエーションが存在する。
革表紙を使用しないコプト製本は、360度開くことができるのが大きな特徴である。これは、セクションを接続する鎖状の縫い目が、本の開閉に対して柔軟性を持っているためである。また、革表紙を省略することで、製本に接着剤を必要としないという利点もある。これにより、本の製作工程が簡略化され、環境負荷の低い製本方法としても注目されている。
一方、革表紙を使用したコプト製本は、古代の製本により近い仕上がりになる。革表紙は、本に高級感と耐久性を与え、長期の使用に耐えうる。また、革表紙には様々な装飾を施すことができ、本の美しさを高めることができる。
現代のコプト製本は、ノートブックやスケッチブック、写真集など、様々な用途に使用されている。また、アーティストブックや特別な記念本など、芸術的な表現の手段としても人気がある。コプト製本は、その歴史と技術が現代に受け継がれ、新たな形で生き続けている製本方法なのである。
職人や工芸家は、手作りのアートジャーナルやその他の本を作る際に、コプト製本を使用することが多い。
コプト製本は、その独特の外観と耐久性からアーティストや職人に人気のある製本技法である。手作りのアートジャーナルや特別な本を作る際に、コプト製本を選ぶ理由は様々だが、以下のような利点が挙げられる。
1. 開きやすさ：コプト製本は、360度開くことができるため、本を平らに開いて作業することができる。これは、アートジャーナルに絵を描いたり、コラージュを貼ったりする際に非常に便利である。
2. 耐久性：コプト製本は、丈夫な縫い目で複数のセクションを接続するため、長期の使用に耐えうる。これは、頻繁に使用するアートジャーナルにとって重要な特性である。
3. カスタマイズ性：コプト製本は、様々な素材や装飾を使用してカスタマイズできる。革表紙の有無、表紙の素材、縫い糸の色などを自由に選ぶことができ、自分だけのユニークな本を作ることができる。
4. 美しさ：コプト製本は、その見た目の美しさから、アーティストブックや特別な本に適している。露出した縫い目と開いた本の形が、芸術的な表現を引き立てる。
5. 歴史的な魅力：コプト製本は、古代エジプトに起源を持つ製本技術であり、その歴史的な背景が、職人や工芸家を魅了する。
手作りのアートジャーナルや特別な本を作る際に、コプト製本を選ぶアーティストや職人は、その独特の特性を生かし、独自の表現を追求している。コプト製本は現代においても、芸術と技術が融合した製本方法として多くの人に愛され続けている。